# Нестор Хергіані
Нестор Хергіані  (груз. ნესტორ ხერგიანი, 20 липня 1975) — грузинський дзюдоїст, олімпійський медаліст.

## Виступи на Олімпіадах
| Олімпіада   | Дисципліна                | Місце |
| ----------- | ------------------------- | ----- |
| Сідней 2000 | дзюдо, надлегка категорія | 9T    |
| Афіни 2004  | дзюдо, надлегка категорія | 2     |
| Пекін 2008  | дзюдо, надлегка категорія | 13T   |